# Waldemar Barbosa
Waldemar Barbosa, mais conhecido como Dema (Olímpia, 22 de fevereiro de 1959) é um ex-futebolista brasileiro, que atuava como volante.
Ganhou por duas vezes o Prêmio da Bola de Prata, da Revista Placar, e foi eleito o melhor médio-volante dos Campeonatos Brasileiros de 1983 e 1985.

## Carreira
Com 1 ano de idade se mudou para São Paulo e aos 17 era titular do time de várzea Ressaca, que disputava o Desafio ao Galo. Deu os primeiros passos no futebol profissional na Portuguesa de Desportos. Foi emprestado ao Toledo EC e Bragantino, antes de se transferir Comercial de Campo Grande.
Após ter vindo do Comercial, contratado por 22,5 milhões de cruzeiros, ele estreou no time do Santos no dia 19 de janeiro de 1983, em amistoso realizado na Vila Belmiro diante da equipe do América/RJ, vencida pelo Alvinegro Praiano por 2 a 0.
Quando o time de Vila Belmiro chegou às finais do Campeonato Brasileiro de 1983, ele foi um dos grandes destaques da equipe. Sua única conquista importante com a camisa santista veio no ano seguinte quando ajudou o time a se sagrar Campeão Paulista pela 15ª vez.
Em 1986, ficou afastado 546 dias da equipe devido a uma séria contusão no joelho.
Sua despedida pelo Santos foi no dia 14 de maio de 1987, em partida válida pelo Campeonato Paulista, no Estádio José Quirino Moraes, em Novo Horizonte. Com a camisa santista Dema jogou 150 partidas, entre os anos de 1983 e 1987, e marcou apenas um gol pelo Peixe (em amistoso contra o Votuporanguense, em 1984).
Em 1987, foi jogar na Portuguesa Santista e despediu-se do futebol profissional em definitivo jogando na equipe potiguar do América de Natal, no ano de 1991.

### Seleção Brasileira
Seu desempenho e suas boas atuações pelo Santos o levaram a defender a Seleção Brasileira em quatro oportunidades no ano de 1985: foram três vitórias e um empate.
Sua estreia pelo time canarinho foi no dia 25 de abril de 1985, em Belo Horizonte, onde o Brasil derrotou a Colômbia por 2 a 1.

## Títulos

### Santos FC
- 1983 – Torneio Vencedores da América (Uruguai)
- 1983 – Torneio Cidade de Pamplona (Espanha)
- 1984 – Torneio Início da FPF
- 1984 – Taça dos Invictos (Gazeta Esportiva) nova série (15 partidas)
- 1984 – Campeão Paulista
- 1985 – Copa Kirin (Japão)

### Individuais
- Bola de Prata: 1983 e 1985

## Vida pessoal
É casado com Solange, tem os filhos Rafael, Mayara e Luana e os netos Yuri, Nicolas, Rafaela e Guilherme.